# قلندرآباد (رشتخوار)
قلندر‌آباد (رشتخوار)، روستایی از توابع بخش مرکزی شهرستان رشتخوار در استان خراسان رضوی ایران است.

## جمعیت
این روستا در دهستان رشتخوار قرار دارد و براساس سرشماری مرکز آمار ایران در سال ۱۳۸۵، جمعیت آن ۲۱۴ نفر (۵۹خانوار) بوده‌است.